# Betametazonă
Betametazona este un medicament glucocorticoid sintetic, având proprietăți antiinflamatoare și imunosupresive. Este utilizată în multe afecțiuni, precum cele dermatologice inflamatorii și în unele boli autoimune. Căile de administrare disponibile sunt: orală, intramusculară și topică-cutanată (la nivelul pielii).
Compusul a fost patentat în 1958 și aprobat pentru uz medical în Statele Unite ale Americii în anul 1961. Formularea de uz cutanat se află pe lista medicamentelor esențiale ale Organizației Mondiale a Sănătății. Este disponibil sub formă de medicament generic.

## Utilizări medicale
Betametazona este utilizată:
- la nivel topic, în tratamentul afecțiunilor dermatologice inflamatorii, precum: dermatita atopică, eczema de contact, prurit non parazitar, lichen plan și psoriazis[10]
- parenteral, în tratamentul unor afecțiuni precum: insuficiența suprarenală, hipercalcemia, tiroidita, bolile reumatice, boala Crohn, sarcoidoza și ca adjuvant în tuberculoza pulmonară și extrapulmonară.[8][9]

## Efecte adverse
Principalele efecte adverse severe asociate tratamentului cu betametazonă sunt: creșterea riscului de dezvoltare a infecțiilor, slăbiciunea musculară, reacțiile alergice severe și psihoza. Utilizarea pe termen lung poate duce la instalarea insuficienței suprarenale.